# Фонтан Кроцина

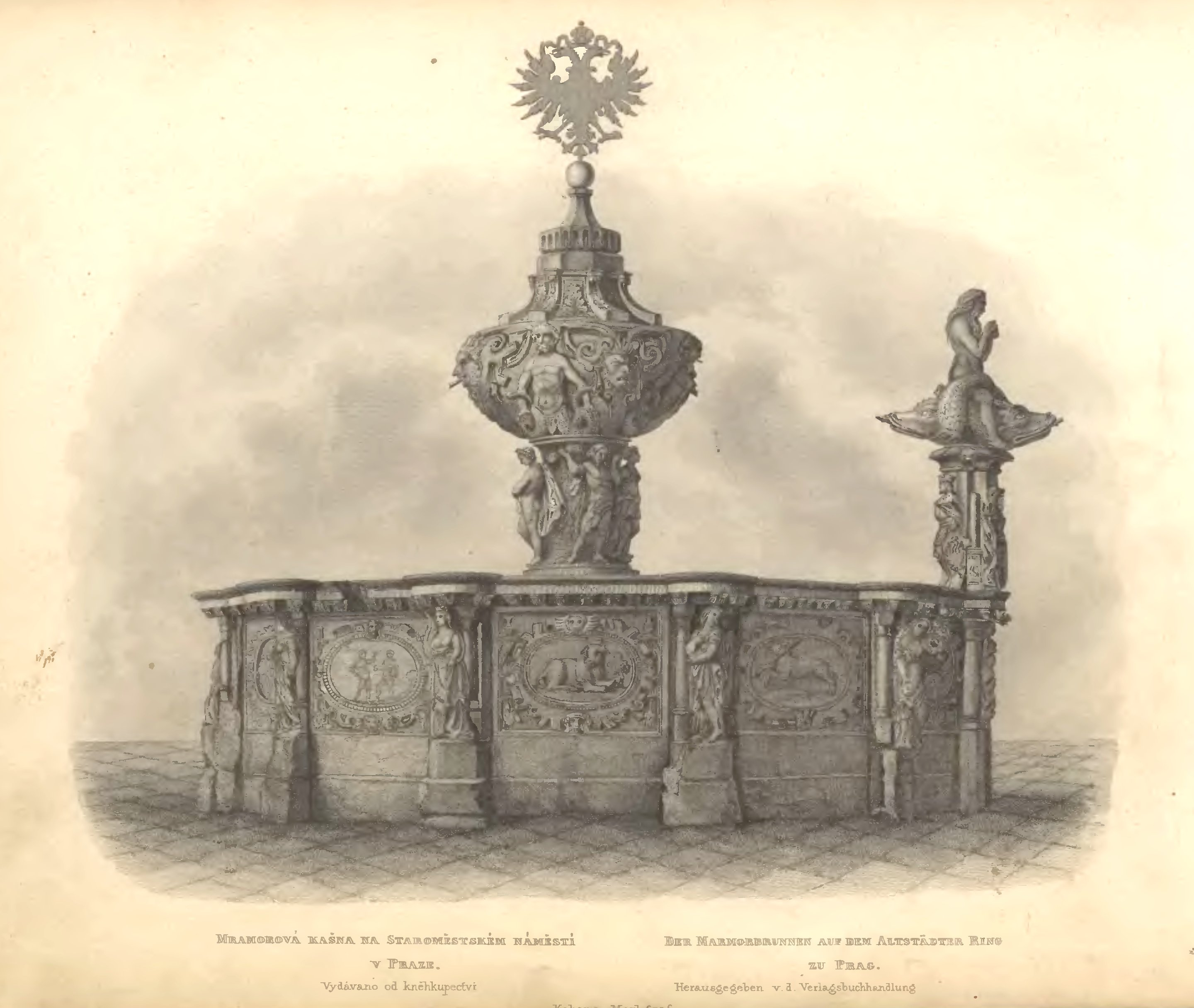
Фонтан Кроцина

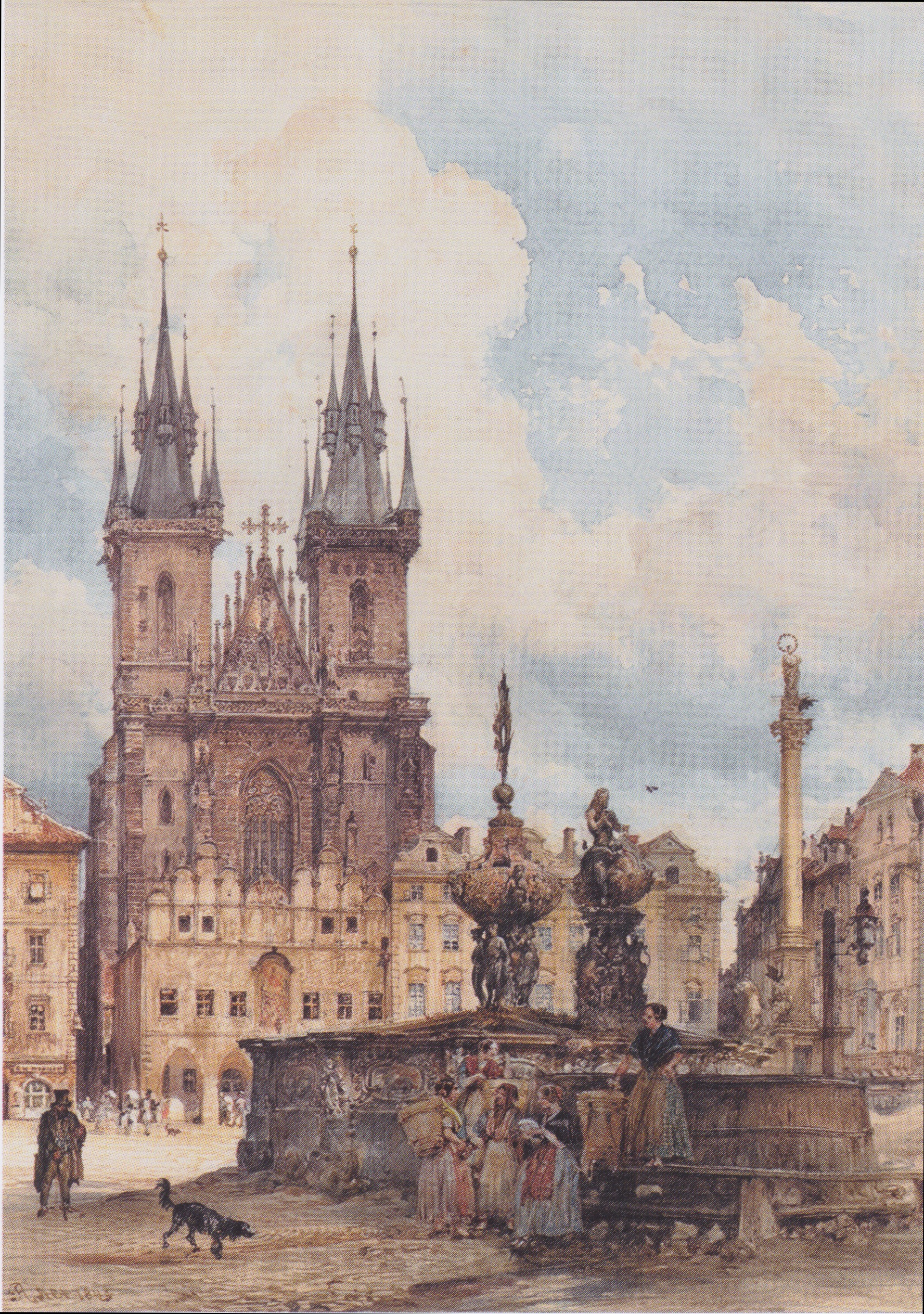
Фонтан Кроцина на акварели Рудольфа фон Альта, 1843 г.

Фонтан Кроцина (чеш. Krocínova kašna) — фонтан, существовавший на Староместской площади в Праге у восточной стены Староместской ратуши. Построен между 1591 и 1596 годами по инициативе приматора (бургомистра) старого города Праги Кроцина, при восстановлении водопровода после большого городского пожара в 1582 году. Один из крупнейших мраморных фонтанов города Праги XVI века.
Возник на волне возрастающего влияния итальянских образцов в искусстве Чехии. Сооружению было присуще соответствие итальянским фонтанам — величественность и монументальность.
Это была сложная конструкция из архитектурных и скульптурных изображений, увенчанных фигурой бога морей — Нептуна. Высота конструкции достигала более 10 метров, включая аллегорические скульптуры, рельефы с различными эмблемами и символами. Построенный фонтан и стилистика его скульптур соответствовали стилю маньеризма.
Для его постройки был использован специальный розовый мрамор, который находится только в каменоломне у села Сливенец неподалеку от Праги. В 1950-х годах при добыче камня в этой каменоломне начали пользоваться более сильным динамитом, что разрушило структуру камня, поэтому восстановлению он не подлежит.
Фонтан Кроцина был снесен исключительно по глупости. Эта прекрасная скульптура, с точки зрения искусства возможно намного более ценная, чем Марианский столп, не понравилась представителям мэрии города Праги. В 1896-м году, когда началось строительство пражского водопровода, члены городской управы подумали, что фонтан представляет собой символ регресса, и что Праге теперь уже никакой фонтан не понадобится. По этому поводу они тайно, ночью, фонтан снесли, и ещё много лет после этого защищались тем, что фонтан находился в плохом состоянии, и что восстановление бы стоило слишком много денег.
Учитывая высокую художественную ценность фонтана и желание сохранить исторический памятник, остатки фонтана были демонтированы и перенесены в Пражский Национальный музей, выходящий на Вацлавскую площадь.